# 19506 Angellopez
19506 Angellopez este o planetă minoră (asteroid) din centura de asteroizi. A fost descoperită pe 18 iunie 1998 la Observatorul Astronomic din Mallorca⁠(d) de Ángel López Jiménez⁠(d). 
Obiectul prezintă o orbită caracterizată de o semiaxă mare de 2,843454 UAi, o excentricitate de 0,16, o înclinație de 20,74532 ° în raport cu ecliptica.